# Ommata fanchonae
Ommata fanchonae är en skalbaggsart som beskrevs av Tavakilian och Peñaherrera 2003. Ommata fanchonae ingår i släktet Ommata och familjen långhorningar. Inga underarter finns listade i Catalogue of Life.